# 文溪乡
文溪乡，是中华人民共和国湖南省怀化市靖州苗族侗族自治县下辖的一个乡镇级行政单位。

## 行政区划
文溪乡下辖以下地区：
红陵村、上宝村、下宝村、宝江村、水屯村、文溪村、文坡村、李家界村、西村、朗溪村、金马村、长溪村和宝冲村。

## 历史
1950年，文溪乡设立。1958年更名为“文溪人民公社”。1984年恢复“文溪乡”名字。

## 地理
文溪乡坐落在靖州苗族侗族自治县东北部，北是会同县，东南是睢宁县，南是寨牙乡，西南是渠阳镇，西北是甘棠镇。
木栗河流经威溪乡。
文溪乡的主要山有：鸿岭山（1133米）、黄连山（742米）、大白衣（953米）。

## 经济
文溪乡的经济主要依靠农业和矿产资源，主要矿产资源有：矾、金、锰。食用蕈（食用菌）、茯苓、天麻是文溪乡主要经济作物。

## 交通
- 省道222[4]